# Формула Кардано
Фо́рмула Карда́но — формула для нахождения корней канонической формы кубического уравнения
{\displaystyle y^{3}+py+q=0}
над полем комплексных чисел. Названа в честь итальянского математика Джероламо Кардано, опубликовавшего её в 1545 году. В 1545 году Никколо Тарталья обвинил Кардано в плагиате: последний в трактате «Ars Magna» раскрыл алгоритм решения кубических уравнений, доверенный ему Тартальей в 1539 году под обещание не публиковать. Хотя Кардано не приписывал алгоритм себе и честно сообщил в книге, что авторами являются Сципион дель Ферро и Тарталья, алгоритм ныне известен под незаслуженным названием «формула Кардано».
Любое кубическое уравнение общего вида 
{\displaystyle ax^{3}+bx^{2}+cx+d=0}
при помощи замены переменной
{\displaystyle x=y-{\frac {b}{3a}}}
может быть приведено к указанной выше канонической форме с коэффициентами
{\displaystyle p={\frac {c}{a}}-{\frac {b^{2}}{3a^{2}}}={\frac {3ac-b^{2}}{3a^{2}}},}
{\displaystyle q={\frac {2b^{3}}{27a^{3}}}-{\frac {bc}{3a^{2}}}+{\frac {d}{a}}={\frac {2b^{3}-9abc+27a^{2}d}{27a^{3}}}.}

## Формула
Определим величину:
{\displaystyle Q=\left({\frac {p}{3}}\right)^{3}+\left({\frac {q}{2}}\right)^{2}.}
Если все коэффициенты кубического уравнения вещественны, то и Q вещественно, и по его знаку можно определить тип корней:
- {\displaystyle Q>0} — один вещественный корень и два сопряжённых комплексных корня.
- {\displaystyle Q=0} — один однократный вещественный корень и один двукратный, или, если {\displaystyle p=q=0}, то один трёхкратный вещественный корень.
- {\displaystyle Q<0} — три вещественных корня. Это так называемый «неприводимый» случай, и именно при анализе этой ситуации впервые исторически возникло понятие комплексного числа, потому что вещественный результат получается по формуле с помощью комплексных чисел[3].

По формуле Кардано, корни кубического уравнения в канонической форме равны:
{\displaystyle y_{1}=\alpha +\beta ,}
{\displaystyle y_{2,3}=-{\frac {\alpha +\beta }{2}}\pm i{\frac {\alpha -\beta }{2}}{\sqrt {3}},}
где
{\displaystyle \alpha ={\sqrt[{3}]{-{\frac {q}{2}}+{\sqrt {Q}}}},}
{\displaystyle \beta ={\sqrt[{3}]{-{\frac {q}{2}}-{\sqrt {Q}}}},}
Дискриминант многочлена {\displaystyle y^{3}+py+q} при этом равен {\displaystyle \Delta =-108Q}.
Применяя данные формулы, для каждого из трёх значений {\displaystyle \alpha } необходимо брать такое {\displaystyle \beta }, для которого выполняется условие {\displaystyle \alpha \beta =-p/3} (такое значение {\displaystyle \beta } всегда существует).
Если кубическое уравнение вещественное, то рекомендуется по возможности выбирать вещественные значения {\displaystyle \alpha ,\beta }.
Представим уравнение в виде 
{\displaystyle \prod _{i=1}^{3}(y-y_{i})=0\qquad (1)}
где {\displaystyle y_{i}} - корни уравнения. Тогда 
{\displaystyle \prod _{i=1}^{3}(y_{i})=-q.\qquad (2)}
Примем:
{\displaystyle \ -q=\alpha ^{3}+\beta ^{3}\qquad (3)}
Тогда, решая уравнение (3) получим 
{\displaystyle \ -q=(\alpha +\beta )(\alpha ^{2}+\beta ^{2}-\alpha \beta )\qquad (4)}
Одним из корней будет {\displaystyle \ y=\alpha +\beta }. Подставив его в исходное уравнение, получим: 
{\displaystyle \alpha ^{3}+\beta ^{3}+(3\alpha \beta +p)(\alpha +\beta )+q=0}
Подставляя q из (3), приходим к системе:
{\displaystyle \left\{{\begin{matrix}(3\alpha \beta +p)(\alpha +\beta )=0\\\alpha ^{3}+\beta ^{3}=-q\end{matrix}}\right.}
Зная, что в общем случае сумма {\displaystyle \alpha +\beta } не равна нулю, получаем систему
{\displaystyle \left\{{\begin{matrix}(3\alpha \beta +p)=0\\\alpha ^{3}+\beta ^{3}=-q\end{matrix}}\right.}
которая равносильна системе
{\displaystyle \left\{{\begin{matrix}\alpha ^{3}\beta ^{3}=-{p^{3} \over 27}=m\\\alpha ^{3}+\beta ^{3}=-q=-n\end{matrix}}\right.}
Последняя представляет собой формулы Виета для двух корней {\displaystyle \alpha ^{3}} и {\displaystyle \beta ^{3}} квадратного уравнения:
{\displaystyle \ z^{2}+nz+m=0}
Оставшиеся два корня находятся разложением на множители многочлена 
{\displaystyle \ \alpha ^{2}+\beta ^{2}-\alpha \beta }